# Katedra w Turku
Katedra w Turku (fiń. Turun tuomiokirkko, szw. Åbo domkyrka) – jest kościołem matką Ewangelicko-Luterańskiego Kościoła Finlandii i narodową świątynią kraju. Jest to główny kościół Archidiecezji Turku i siedzibą Arcybiskupa Finlandii Kariego Mäkinena. Jest również uważana za jeden z głównych zapisów fińskiej historii architektury.
Będąc najważniejszym religijnym budynkiem w Finlandii, katedra była świadkiem wielu ważnych wydarzeń w historii narodu i stała się jednym z najbardziej rozpoznawalnych symbolów miasta. Katedra mieści się w centrum Turku przy Starym Rynku Wielkim (Vanha Suurtori), nad rzeką Aura. Jej obecność wykracza poza zakres lokalnej społeczności przez dźwięk jej dzwonów dzwoniących w południe nadawanych w narodowym radiu. Jest również centralnym dla Finlandii miejscem dorocznego świętowania Bożego Narodzenia.
Katedra została początkowo zbudowana z drewna w późnym XIII wieku, i została poświęcona jako główna katedra Finlandii w 1300, siedziba biskupa Turku. Została poważnie rozbudowana w XIV i XV wieku, głównie używając kamienia jako materiału budowlanego. Katedra została poważnie uszkodzona podczas wielkiego pożaru Turku w 1827, i została odbudowana potem w dużym stopniu.

## Historia
Ponieważ miasto Turku zaczęło od XIII wieku pełnić rolę najważniejszego ośrodka handlu w Finlandii, siedziba biskupa Diecezji Finlandii została przeniesiona z jego poprzedniej lokalizacji w Koroinen, przy rzece Aura, niedaleko centrum miasta. Przed końcem XIII wieku nowy kamienny kościół został ukończony na miejscu dawnego drewnianego kościoła parafialnego na Unikankare Mound i został konsekrowany w 1300 jako kościół katedralny Najświętszej Maryi Panny i Świętego Henryka, pierwszego biskupa Finlandii.
Najwcześniejsza katedra była mniejsza niż obecny budynek. Jej wschodnia fasada była w miejscu, gdzie teraz stoi ambona, a jej dach był znacznie niższy niż obecnie. Katedra została rozbudowana w średniowieczu. W XIV wieku został dodany nowy chór, którego ośmiokątne gotyckie filary obecnie tworzą prezbiterium. W średniowieczu ołtarz główny mieścił się naprzeciwko filarów nawy głównej położonych najdalej na wschód, aż do czasu gdy został przeniesiony na swoje obecne miejsce w apsydzie, w której poprzednio była kaplica Wszystkich Świętych, w połowie XVII wieku.
W XV wieku kaplice boczne były dobudowane wzdłuż północnych i południowych stron nawy, mieszcząc ołtarze poświęcone rozmaitym świętym. Przed końcem średniowiecza było ich w sumie 42. Sklepienia dachowe zostały również podniesione pod koniec XV wieku do ich obecnej wysokości 24 metrów. Stąd, na początku czasów nowożytnych, kościół nabrał swój obecny kształt. Główne późniejsze dobudówki do katedry to wieża, która została odbudowana kilka razy jako następstwo powtarzających się pożarów. Najgorsze uszkodzenia zostały spowodowane przez wielki pożar Turku w 1827, gdy większość miasta została zniszczona, wraz z wnętrzem zarówno wieży jak i nawy głównej i starego dachu wieży. Obecna iglica wieży, wybudowana po wielkim pożarze, ma wysokość 101 metrów nad poziomem morza, i jest widoczna ze znacznej odległości jako symbol zarówno katedry, jak i miasta Turku sama w sobie.
Większość obecnego wnętrza pochodzi z restauracji przeprowadzonej w latach 30. XIX wieku, po wielkim pożarze. Nastawa ołtarzowa, przedstawiająca Przemienienie Pańskie, została namalowana w 1836 przez szwedzkiego artystę Fredrika Westina. Nastawa ołtarzowa za ołtarzem głównym, i ambona w nawie, również obydwie pochodzą z lat 30. XIX wieku, i zostały zaprojektowane przez niemieckiego architekta Carla Ludviga Engela, znanego w Finlandii ze swoich kilku innych wysoko cenionych prac. Ściany i dach w prezbiterium są udekorowane freskami w stylu romantycznym przez malarza dworskiego Roberta Wilhelma Ekmana, i przedstawiają wydarzenia z historii życia Jezusa, i dwa kluczowe wydarzenia w historii fińskiego Kościoła: chrzest pierwszych fińskich chrześcijan przez biskupa Henryka przy źródle Kupittaa, i prezentacja królowi Gustawowi Wazie przez Reformatora Michaela Agricolę pierwszego fińskiego tłumaczenia Nowego Testamentu.

## Znane osoby pochowane w katedrze
- Paulus Juusten (1516–1576), biskup Viipuri i późniejszy biskup Turku
- Katarzyna Månsdotter (1550–1612), królowa Szwecji
- Sygryda Wazówna (1566–1633), szwedzka księżniczka
- Samuel Cockburn (1574–1621), szkocki najemnik
- Torsten Stålhandske (1593–1644), oficer armii szwedzkiej podczas wojny trzydziestoletniej
- Åke Henriksson Tott (1598–1640), szwedzki żołnierz i polityk